# Chavarriella spasma
Chavarriella spasma är en fjärilsart som beskrevs av Paul Dognin 1923. Chavarriella spasma ingår i släktet Chavarriella och familjen mätare. Inga underarter finns listade i Catalogue of Life.